# Две Дианы
«Две Дианы» — исторический роман, опубликованный Александром Дюма в соавторстве с Полем Мерисом. Некоторые исследователи считают вклад последнего большим в написание книги, как это представлено согласно дневнику Гонкуров, в котором авторы полагают, что роман написан полностью Полем Мерисом, что не подтверждено какими-либо фактами. Есть мнение, что Гонкуры просто затаили обиду на Дюма, так как не прошли по конкурсу в его штат соавторов. Действие романа происходит при королевском дворе Франции в 1551—1561 годы (а эпилога — в 1561—1574 годах) и сосредоточено вокруг двух тёзок — любовницы короля Дианы Пуатье и её дочери от монарха.

## Сюжет
Главным героем романа является граф Габриэль Монтгомери, невольный убийца короля Генриха II, вымышленная история его любви к побочной дочери короля Диане де Кастро, загадка исчезновения его отца Жака Монтгомери за двадцать лет до времени действия романа, также использована реальная история крестьянина Мартена Герра и выдававшего себя за него Арно дю Тиля.
Исторические события, описанные в романе — осада Сен-Кантена (1557), взятие Кале (1558), ранение Генриха II на турнире (1559) и последовавшая за этим его смерть, Амбуазский заговор (1560), смерть Франциска II (1560) и начало Религиозных войн.

### Расхождения с реальными историческими фактами
- Матерью Дианы де Кастро, скорей всего, была другая любовница короля — Филипьен Дюк (или Дучи). Пуатье воспитывала девочку, отсюда слухи о её материнстве[2]. Более того, младшая Диана так была похожа на короля, что сомнения в его отцовстве не было, вопреки книге.
- Жак Монтгомери умер своей смертью, до этого благополучно передав чин капитана королевского швейцарского отряда своему сыну[2]
- Любовная история между Монтгомери-отцом и Дианой де Пуатье вымышлена[2]. Она не была официальной фавориткой отца Генриха II, любовная связь между ними не доказана.
- Любовная история между Габриэлем и Дианой де Кастро вымышлена. Диана не принимала монашеского сана, а вышла замуж за Франсуа Монморанси, родила ему 2 детей и оставалась при дворе. Габриэль был женат на женщине по имени Изабо де ля Туш и имел 8 детей. Его потомки были основателями британской линии Монтгомери.
- История двойника Мартена Герра сильно изменена для приспосабливания к сюжету, за исключением сцен, разворачивавшихся в родной деревне. Суд произошёл в 1560 году, после смерти короля на турнире.
- Ко времени осады Кале Диана уже была замужем за сыном Монморанси и в городе не присутствовала.
- Губернатор Кале не покончил жизнь самоубийством, немедленно после освобождения из плена, через день после взятия Кале, как это происходит в романе: он больше года содержался в качестве пленника во Франции, после чего был отправлен в Англию, где был заключён в Тауэр по обвинению в измене из-за сдачи города, в итоге был оправдан, прожил ещё 15 лет.
- Коннетабль Монморанси с битвы при Сен-Кантене в 1557 по 1559 год находился в плену, будучи освобождённым только по Като-Камбрезийскому миру — соответственно он не мог находиться в Париже и интриговать.
- При описании взятия Кале Дюма путает двух герцогов Гизов: он называет «Меченым» Франсуа де Гиза, в то время как это было прозвище его сына, Генриха I де Гиза, которому на момент взятия Кале в 1558 г. было всего 7 лет. Хотя, по мнению некоторых авторов, у Франсуа де Гиза также было прозвище «Меченый» (le Balafre), но его происхождение в любом случае относят к боям за Булонь в 1544 г., а никак не к битве за Кале в 1558г, и на портретах отца мы не видим никаких шрамов на лице, в отличие от сына, у которого они видны отчётливо.

### Персонажи
главные:

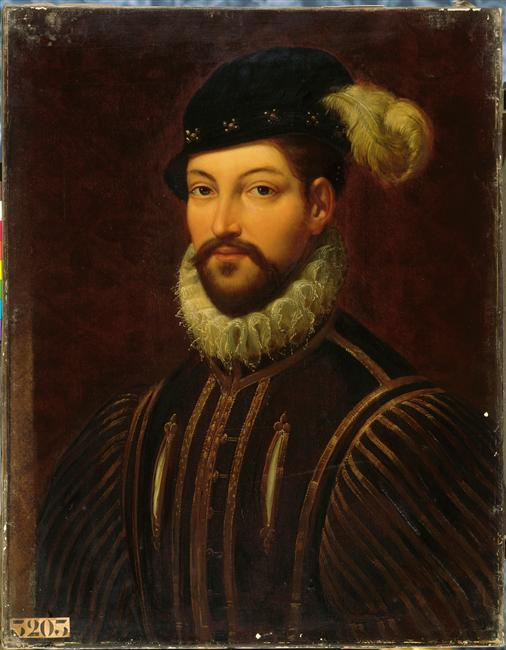
Габриэль Монтгомери
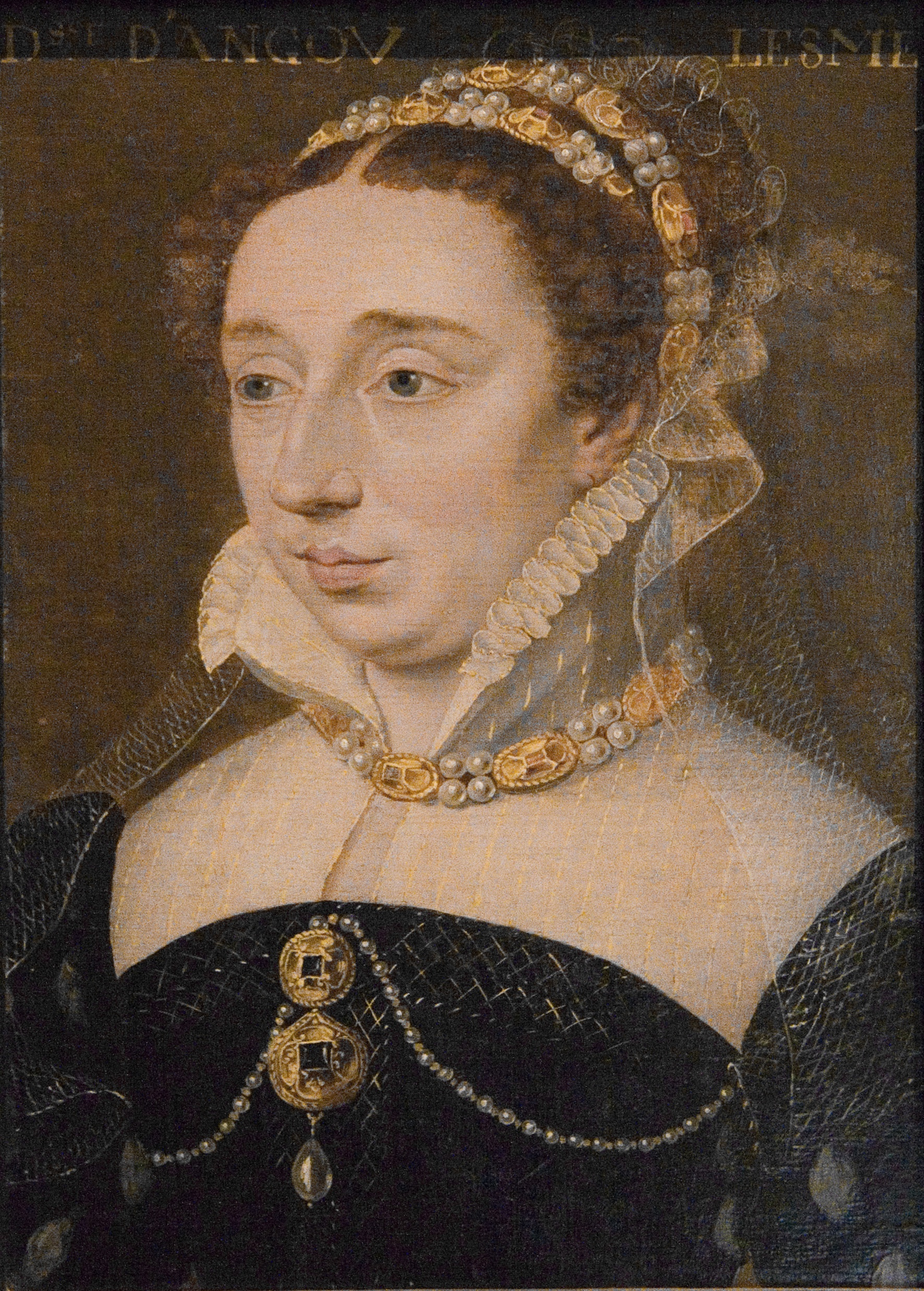
Диана де Кастро

- Габриэль Монтгомери
- Диана де Кастро

второстепенные:
- вымышленные — Алоиза, Жан Пекуа
- Мартен Герр и Арно дю Тиль
- Диана де Пуатье
- Король Генрих II
- Королева Екатерина Медичи, его жена
- Дофин, затем король Франциск II
- Мария Стюарт, его жена
- Коннетабль Анн де Монморанси
- Франсуа де Монморанси, его сын
- Герцог Франсуа де Гиз
- Шарль де Гиз, кардинал Лотарингский
- Гаспар де Колиньи, племянник коннетабля
- Нострадамус
- Амбруаз Паре
- Томас Уэнтворт, губернатор Кале — в книге — Уэнтуорс
- Маршал Пьетро Строцци, военный инженер
- Жан дю Барри, сеньор де Ла Реноди (fr)

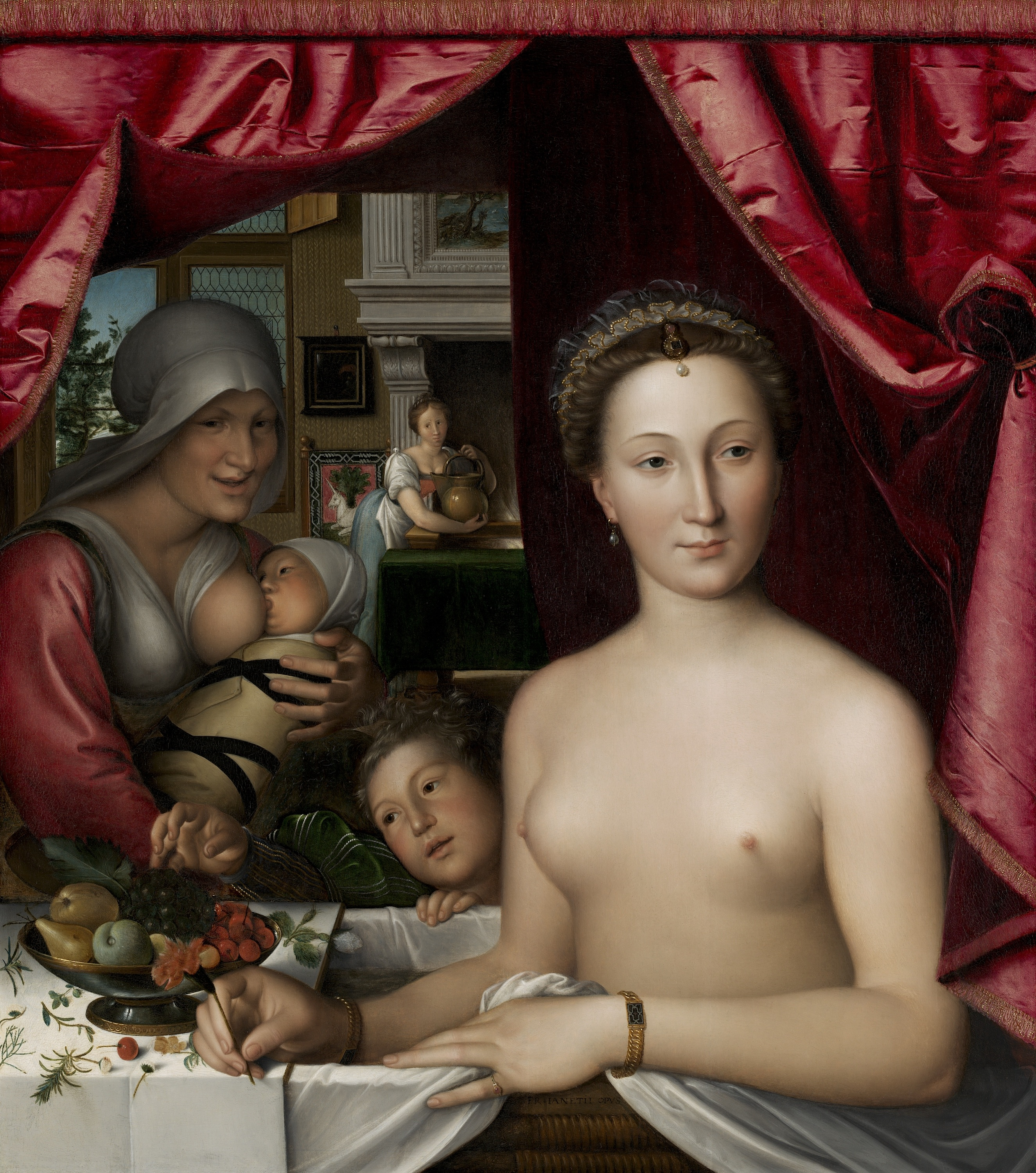
Диана де Пуатье
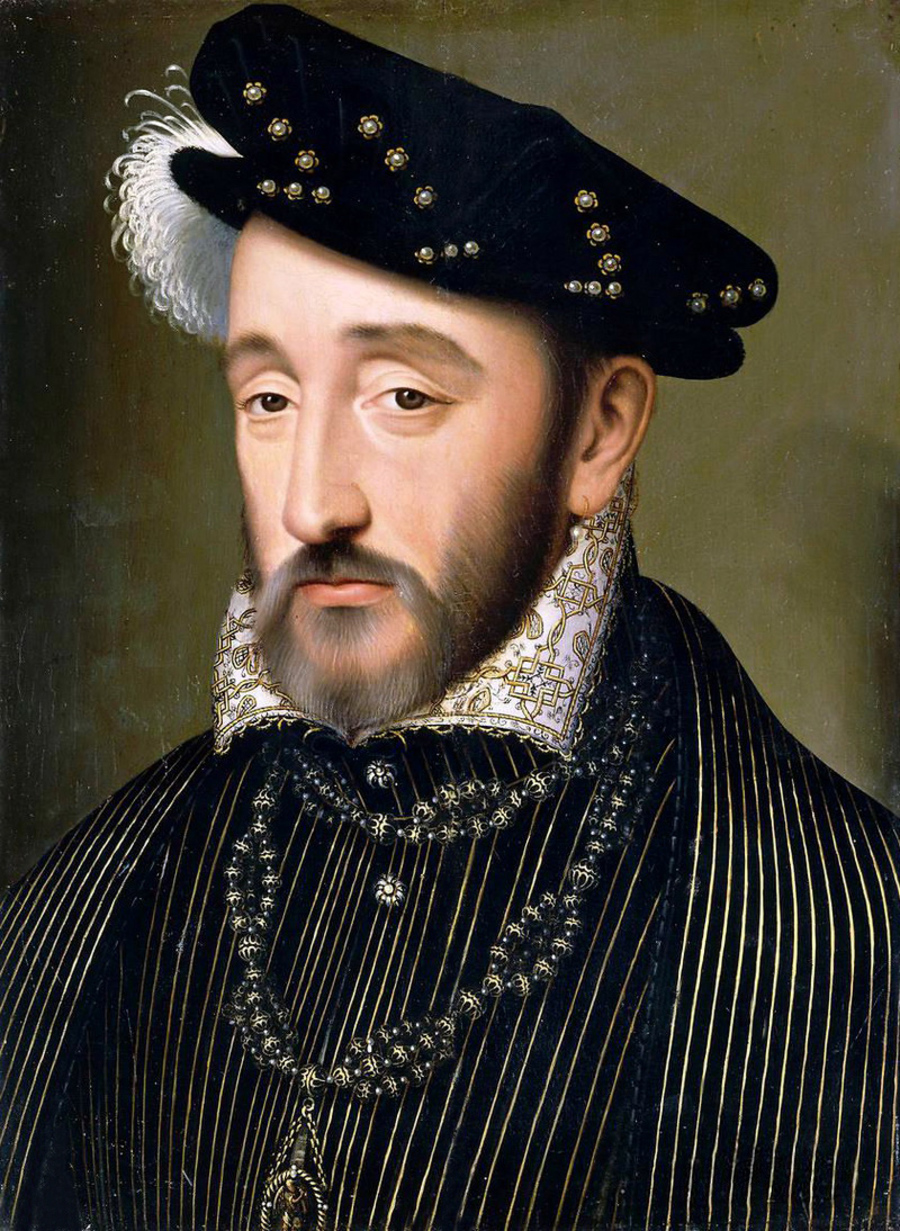
Генрих II
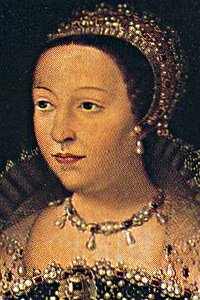
Екатерина Медичи
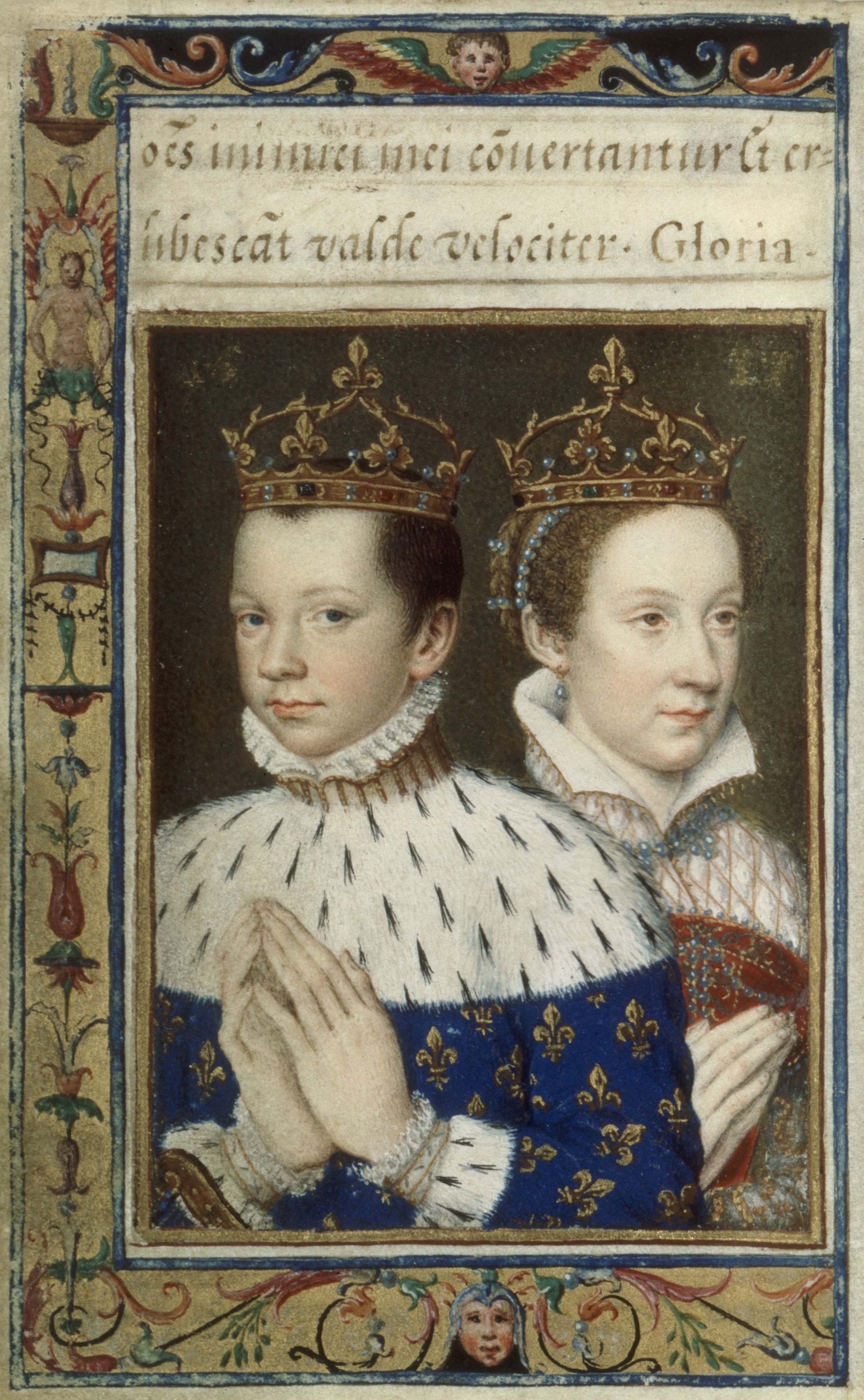
Франциск II и Мария Стюарт
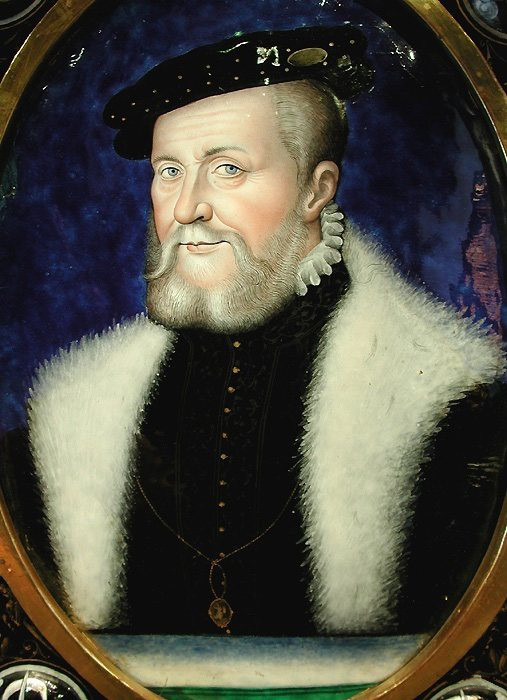
коннетабль Монморанси
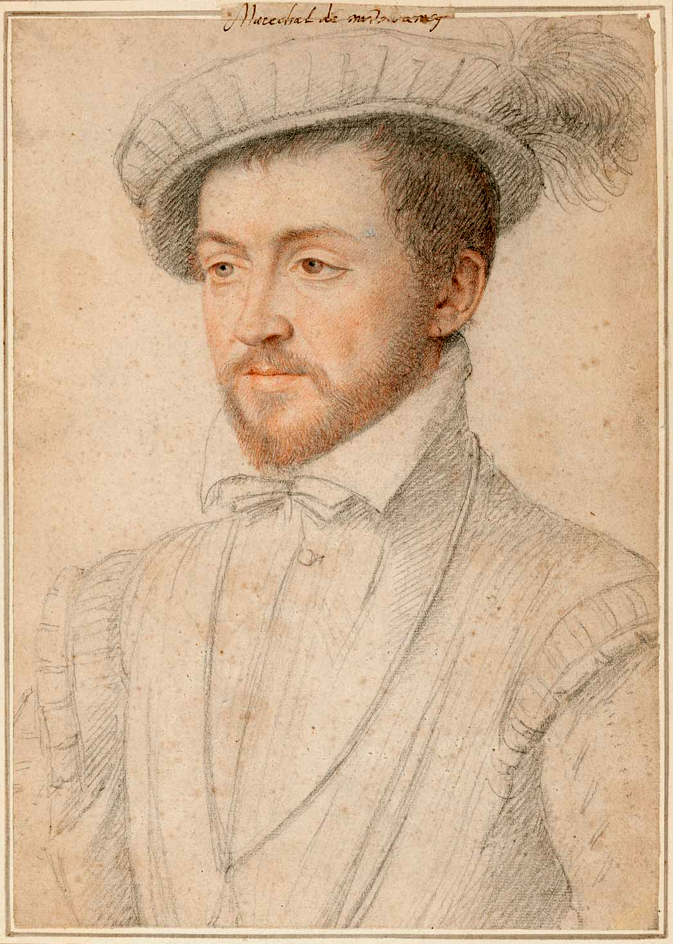
Франсуа де Монморанси
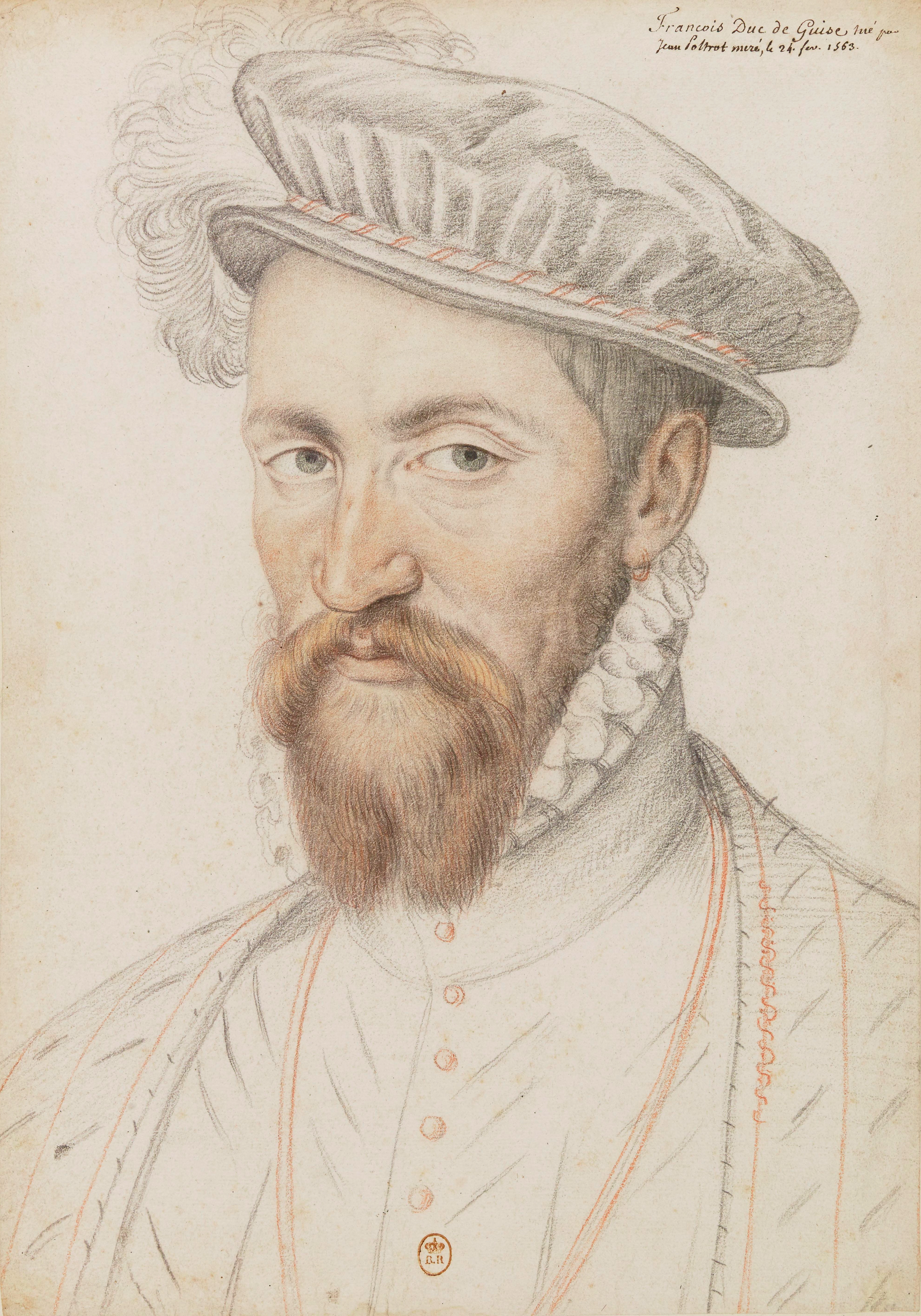
Франсуа де Гиз
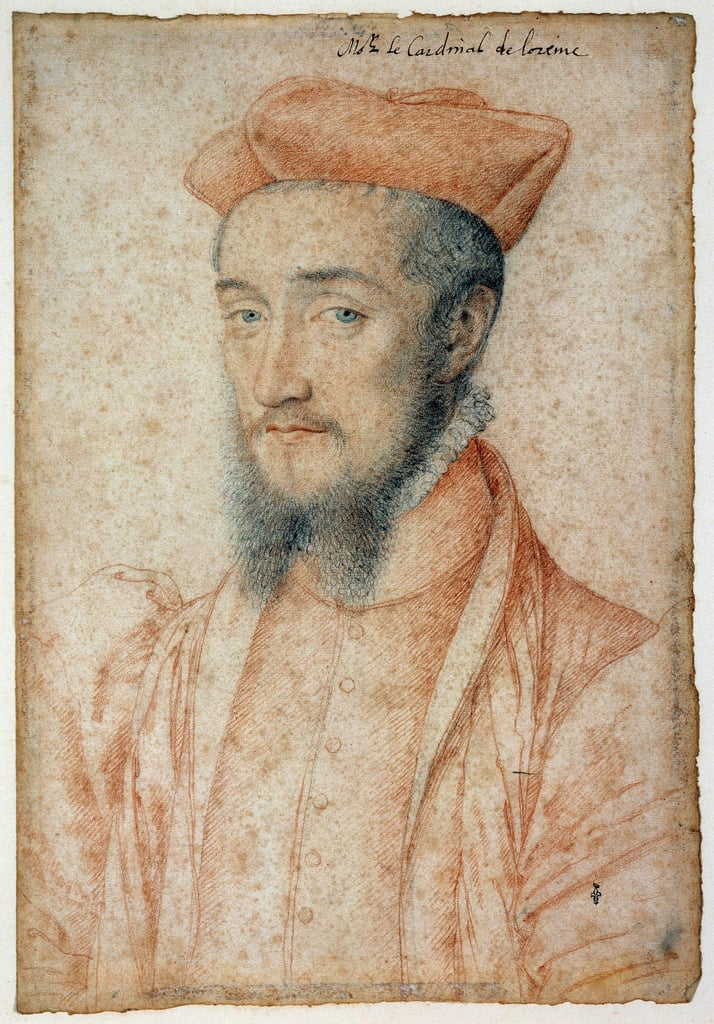
кардинал Лотарингский
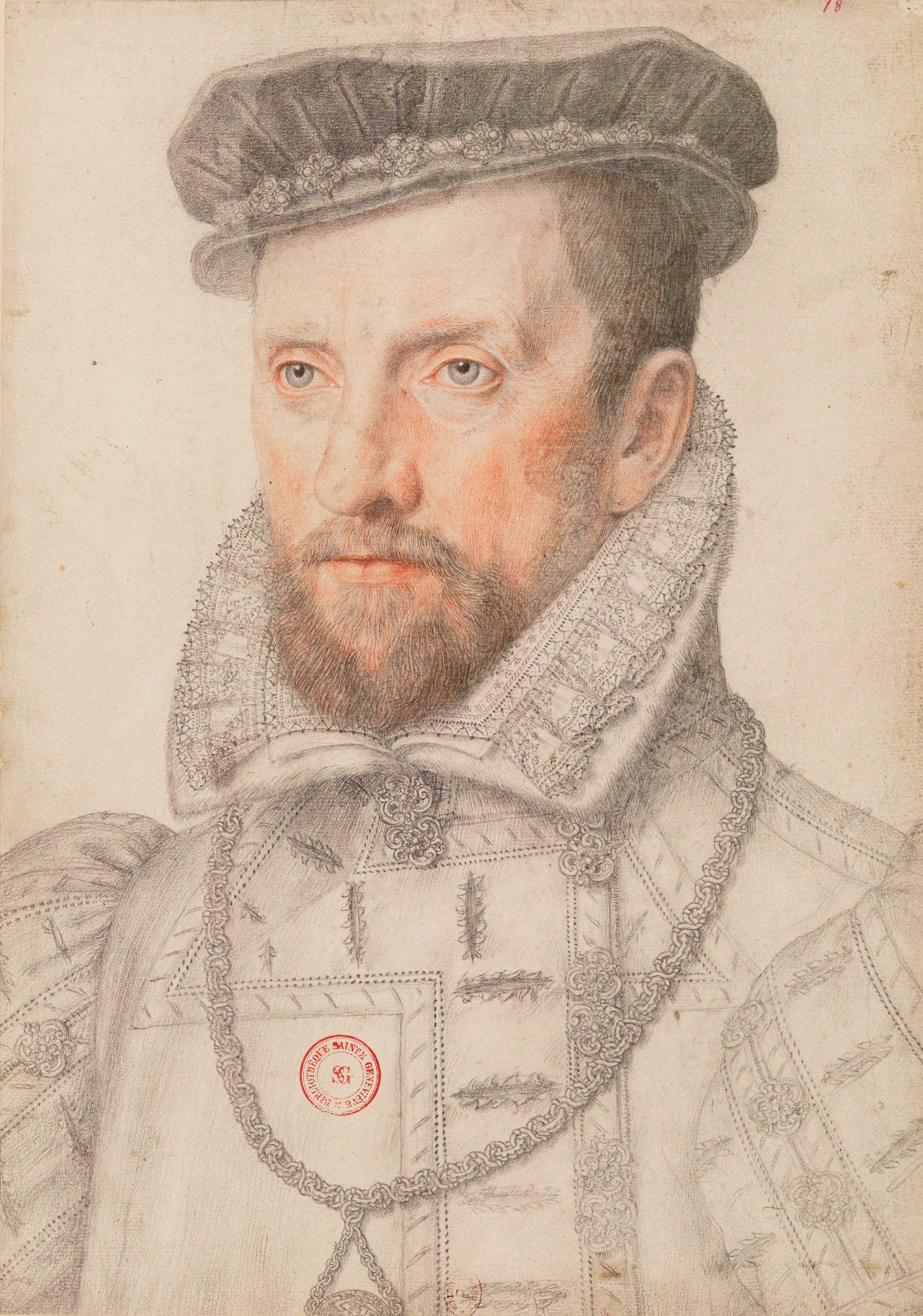
Гаспар де Колиньи
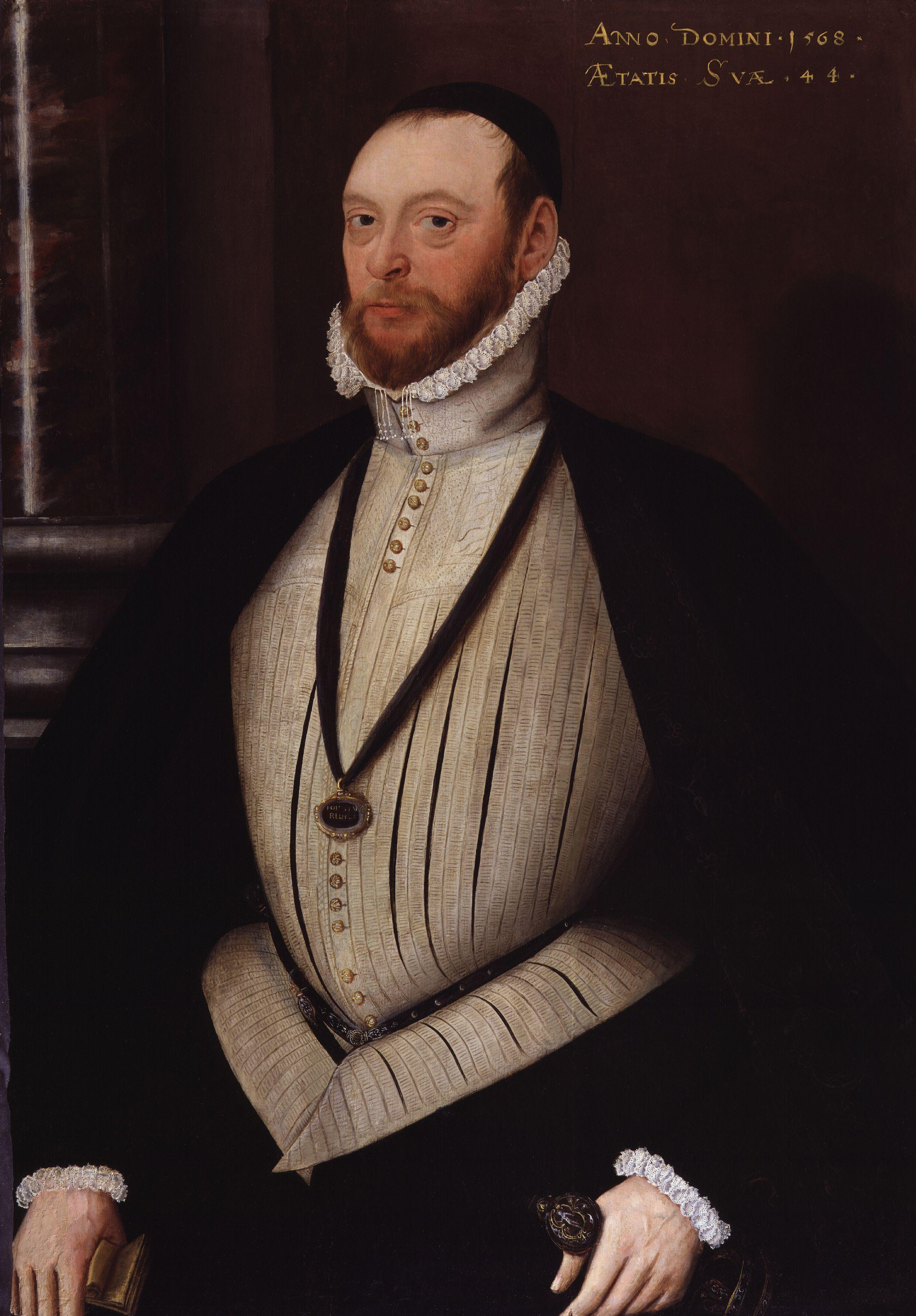
Уэнтворт
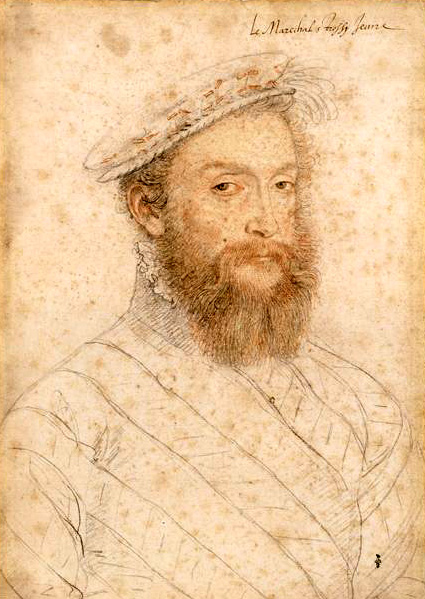
Пьетро Строцци

## Литературная характеристика
Исследователи наследия Дюма в большинстве своём сходятся на том, что автором романа, как это часто у него бывало, на самом деле являлся его «литературный негр» Поль Мерис. Возможно, Дюма придумал сюжет, но главное — «одолжил» своё имя. На основе этого романа в 1865 году Полем Мерисом была написана одноимённая пьеса, выпущенная уже под его фамилией.
В книге появляется ряд второстепенных персонажей, которые фигурировали в предшествующем хронологически романе «Асканио» (возможно, в этот роман Мерис внёс небольшую лепту). В цикле исторических романов Дюма, посвящённых истории Франции середины — конца XVI века периода Итальянских и Религиозных войн за этим романом хронологически следует «Паж герцога Савойского». Упомянутые выше персонажи появятся в «Паже герцога Савойского», который Дюма написал самостоятельно, и даже в его драме «Башня Сен-Жак-ла-Бушри», где они не могли появиться уже чисто хронологически.
История Мартена Герра в оригинальном виде фигурирует в сборнике Дюма «История знаменитых преступлений» (новелла «Мартен Герр»).

## Переводы на русский язык
- перевод А. Арго:
  - Дюма А. Две Дианы: Роман: Пер. с фр. / Послесл. А. Завадье; Ил. И. Кускова. — М.: Правда, 1990. — 624 с., ил. — 5 000 000 экз. — ISBN 5-253-00148-4